# Gushui-dæmningen
Gushui-dæmningen er en dæmning og et tilhørende vandkraftværk på floden Mekong i Kina - Lancang. Anlægets kapacitet er 2600 MW.

## Historie
I 2013 skrev organisationen International Rivers at projektet ville være i anlægsfase eller være færdiggjort inden udgangen af 2015.